# Мінерали салічні
Мінерали салічні, або світлі мінерали (рос. минералы салические, англ. salic minerals; нім. salische Minerale n pl) – породотвірні мінерали, в яких головну роль відіграють кремній і алюміній, а також луги та кальцій. Звичайно світлозабарвлені або білі. До них належать польові шпати, фельдшпатиди, мусковіт, цеоліти та ін.